# Siège de Narbonne (436)
Pour les articles homonymes, voir Siège de Narbonne.

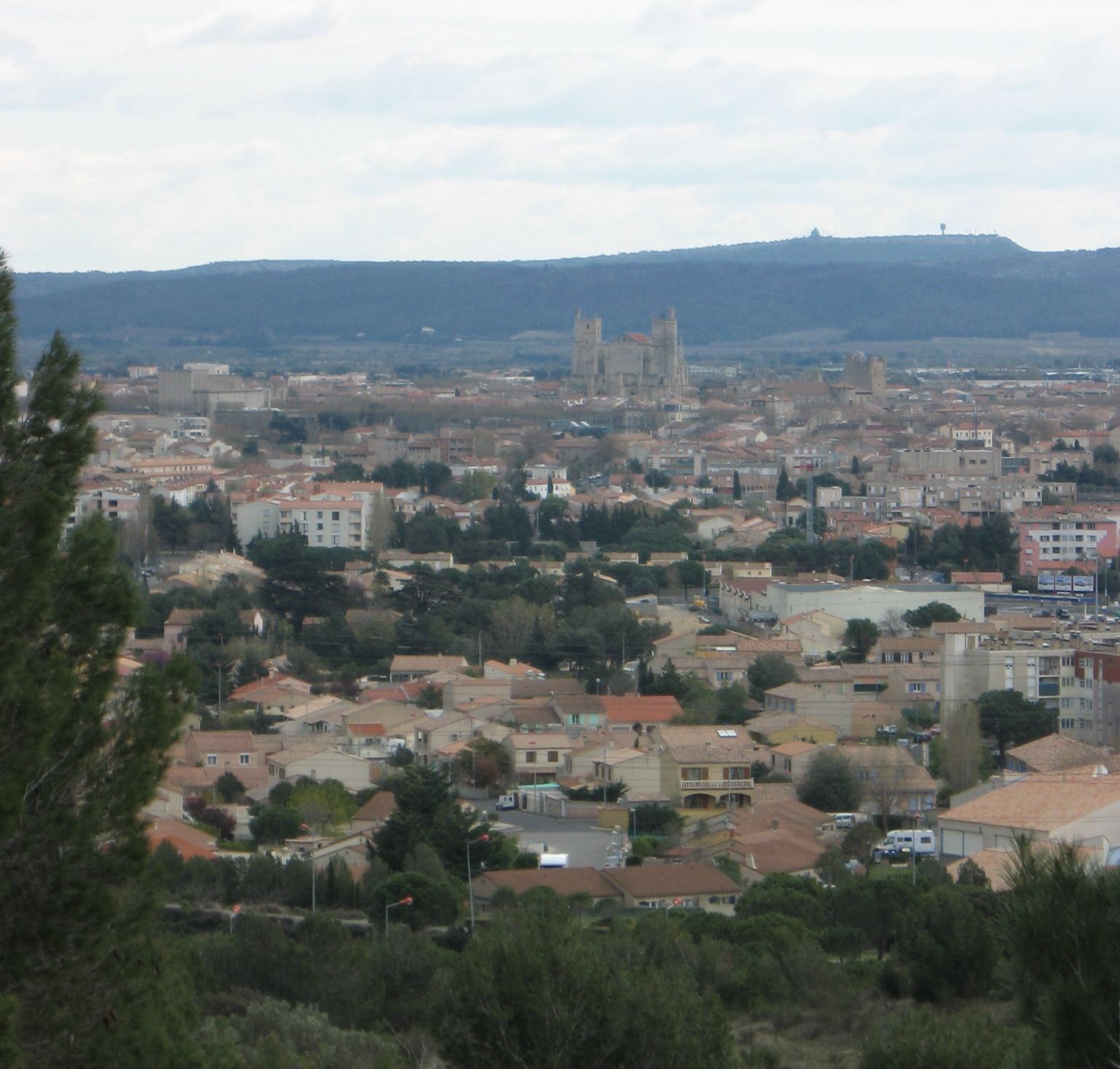
Ville de Narbonne, où s'est déroulé le siège.

Le siège de Narbonne de 436 opposent les Wisigoths menés par Théodoric aux Romains présents dans la ville. Les Wisigoths capturent la ville à la fin du siège.

## Contexte
Les Wisigoths sont installés à Toulouse où ils ont constitué un royaume. Ils sont également présents dans la péninsule ibérique, souvent à côté des Romains. Ils ne sont plus présents en Septimanie, mais sans doute convaincus de la faiblesse des Romains, ils font une attaque-éclair en 425 puis en 430 sur Arles « qui enferme d'abondantes richesses car le métal précieux y est amassé pour alimenter les frappes monétaires tandis que les ateliers impériaux y produisent depuis longtemps une foule d'objets, nécessaires ou de luxe ». C'est à cette occasion qu'ils connaissent le général romain Aétius.

## Le siège
C'est en 436 que les Wisigoths font le siège de Narbonne. Ils l'occupent, la pillent et restent dans la cité plus d'un an. Après cela, ils rentrent dans leurs terres.
Les raids sur Arles et sur Narbonne sont « des démonstrations de force en territoire romain ». Ils sont liés bien entendu à la richesse de ces cités, mais constituent également pour les Wisigoths une sorte de « reconnaissance pour préparer l'accroissement du territoire ».
Selon Renée Mussot-Goulard, la levée du siège de Narbonne aurait été obtenue par le général romain Litorius, second d'Aétius, par des distributions de vivres.